# A-League 2024-25
La A-League 2024-25, conocida también como «Isuzu UTE A-League» por motivos de patrocinio, fue la vigésima edición de la A-League, máxima categoría del fútbol profesional de Australia desde su creación en 2004. La temporada comenzó el 18 de octubre de 2024 y terminó el 31 de mayo de 2025.

## Sistema de competición
En la temporada regular participan 13 equipos que jugaron todos contra todos en 29 jornadas. Al término de las 29 fechas de la fase regular los dos primeros clasificados pasarán a las Semifinales y del 3.° a 6.° jugarán los play-offs.

## Equipos participantes
Esta temporada el número de clubes participantes se incrementó a trece debido al ingreso del Auckland Football Club como equipo de expansión.

## Temporada regular

### Clasificación
| Pos. | Equipo                   | Pts. | PJ | G  | E  | P  | GF | GC | Dif. | Clasificación 2024-25                                            |
| ---- | ------------------------ | ---- | -- | -- | -- | -- | -- | -- | ---- | ---------------------------------------------------------------- |
| 1    | Auckland                 | 53   | 26 | 15 | 8  | 3  | 49 | 27 | +22  | Semifinales de la Fase final                                     |
| 2    | Melbourne City (C)       | 48   | 26 | 14 | 6  | 6  | 41 | 25 | +16  | Liga de Campeones Élite de la AFC y Semifinales de la Fase final |
| 3    | Western United           | 47   | 26 | 14 | 5  | 7  | 55 | 37 | +18  | Primera ronda de la Fase final                                   |
| 4    | Western Sydney Wanderers | 46   | 26 | 13 | 7  | 6  | 58 | 40 | +18  | Primera ronda de la Fase final                                   |
| 5    | Melbourne Victory        | 43   | 26 | 12 | 7  | 7  | 44 | 36 | +8   | Primera ronda de la Fase final                                   |
| 6    | Adelaide United          | 38   | 26 | 10 | 8  | 8  | 55 | 55 | 0    | Primera ronda de la Fase final                                   |
| 7    | Sídney                   | 37   | 26 | 10 | 7  | 9  | 53 | 46 | +7   |                                                                  |
| 8    | Macarthur                | 33   | 26 | 9  | 6  | 11 | 50 | 45 | +5   | Liga de Campeones 2 de la AFC                                    |
| 9    | Newcastle United Jets    | 30   | 26 | 8  | 6  | 12 | 43 | 44 | −1   |                                                                  |
| 10   | Central Coast Mariners   | 26   | 26 | 5  | 11 | 10 | 29 | 51 | −22  |                                                                  |
| 11   | Wellington Phoenix       | 24   | 26 | 6  | 6  | 14 | 27 | 43 | −16  |                                                                  |
| 12   | Brisbane Roar            | 21   | 26 | 5  | 6  | 15 | 32 | 51 | −19  |                                                                  |
| 13   | Perth Glory              | 17   | 26 | 4  | 5  | 17 | 22 | 56 | −34  |                                                                  |

Actualizado a los partidos jugados el 4 de mayo de 2025.
 Fuente: A-League
Notas:
1. ↑  Auckland como equipo neozelandés, pertenece a la Confederación de Fútbol de Oceanía por lo que no puede participar en la Liga de Campeones de la AFC, torneo organizado por la Confederación Asiática de Fútbol.
2. ↑  A partir de esta temporada el mejor equipo de la temporada regular se clasificará de manera directa a la Liga de Campeones Élite de la AFC. En caso de tratarse de un club neozelandés, esta plaza para el torneo continental pasará al mejor clasificado australiano.
3. ↑  Macarthur se clasificó a la Liga de Campeones 2 de la AFC como campeón de la Copa de Australia 2024
4. ↑  Wellington Phoenix como equipo neozelandés, pertenece a la Confederación de Fútbol de Oceanía por lo que no puede participar en la Liga de Campeones de la AFC, torneo organizado por la Confederación Asiática de Fútbol.

### Resultados

#### Partidos ida y vuelta
| Local \ Visitante        | ADE | AUC | BRI | CCM | MAC | MCY | MVC | NEW | PER | SYD | WEL | WSW | WUN |
| ------------------------ | --- | --- | --- | --- | --- | --- | --- | --- | --- | --- | --- | --- | --- |
| Adelaide United          |     | 2–2 | 1–1 | 1–1 | 4–5 | 1–0 | 3–2 | 1–2 | 2–2 | 3–3 | 3–2 | 2–3 | 2–1 |
| Auckland                 | 4–4 |     | 2–0 | 2–2 | 2–1 | 3–0 | 0–0 | 2–0 | 1–0 | 1–0 | 2–0 | 1–1 | 0–4 |
| Brisbane Roar            | 2–3 | 0–2 |     | 1–3 | 1–5 | 1–4 | 1–1 | 0–1 | 0–1 | 2–3 | 1–0 | 0–1 | 2–1 |
| Central Coast Mariners   | 0–4 | 1–4 | 1–2 |     | 2–2 | 1–1 | 0–0 | 2–2 | 0–0 | 2–1 | 0–3 | 0–4 | 1–3 |
| Macarthur                | 1–2 | 0–1 | 4–4 | 1–1 |     | 1–0 | 1–2 | 1–2 | 6–1 | 0–2 | 1–2 | 1–3 | 2–2 |
| Melbourne City           | 0–0 | 2–2 | 1–0 | 1–0 | 2–0 |     | 1–3 | 0–1 | 1–0 | 5–1 | 2–0 | 0–2 | 2–0 |
| Melbourne Victory        | 5–3 | 0–2 | 2–0 | 3–0 | 2–1 | 1–1 |     | 1–1 | 2–0 | 2–0 | 1–0 | 2–2 | 3–4 |
| Newcastle United Jets    | 0–1 | 1–1 | 3–2 | 1–2 | 1–3 | 0–1 | 3–0 |     | 2–2 | 2–2 | 1–2 | 0–1 | 2–6 |
| Perth Glory              | 4–1 | 1–0 | 1–3 | 1–1 | 0–3 | 0–5 | 0–2 | 0–4 |     | 0–0 | 0–2 | 1–2 | 1–3 |
| Sydney                   | 4–1 | 2–2 | 3–4 | 4–1 | 1–2 | 2–3 | 3–0 | 3–2 | 3–0 |     | 1–1 | 4–2 | 3–4 |
| Wellington Phoenix       | 1–2 | 0–2 | 1–1 | 0–0 | 1–2 | 0–1 | 1–0 | 2–1 | 0–2 | 0–0 |     | 2–2 | 1–1 |
| Western Sydney Wanderers | 3–4 | 0–1 | 2–2 | 1–3 | 2–3 | 2–2 | 4–2 | 4–1 | 4–1 | 1–2 | 4–1 |     | 2–0 |
| Western United           | 3–0 | 4–2 | 1–0 | 2–2 | 0–0 | 0–1 | 1–3 | 3–1 | 3–1 | 1–0 | 4–1 | 1–1 |     |

#### Partidos extras
| Local \ Visitante        | ADE | AUC | BRI | CCM | MAC | MCY | MVC | NEW | PER | SYD | WEL | WSW | WUN |
| ------------------------ | --- | --- | --- | --- | --- | --- | --- | --- | --- | --- | --- | --- | --- |
| Adelaide United          |     |     |     |     |     |     |     |     |     | 2–3 |     |     |     |
| Auckland                 |     |     |     |     |     |     |     |     |     |     | 6–1 |     |     |
| Brisbane Roar            | 1–1 |     |     |     |     |     |     |     |     |     |     |     |     |
| Central Coast Mariners   |     |     |     |     |     |     |     |     | 3–1 |     |     |     |     |
| Macarthur                |     |     |     |     |     |     |     | 3–3 |     |     |     |     |     |
| Melbourne City           |     |     | 3–2 |     |     |     |     |     |     |     |     |     |     |
| Melbourne Victory        |     |     |     |     |     | 2–2 |     |     |     |     |     |     |     |
| Newcastle United Jets    |     |     |     | 6–0 |     |     |     |     |     |     |     |     |     |
| Perth Glory              |     |     |     |     |     |     |     |     |     |     |     |     | 2–3 |
| Sydney                   |     |     |     |     |     |     |     |     |     |     |     | 3–3 |     |
| Wellington Phoenix       |     |     |     |     |     |     | 2–3 |     |     |     |     |     |     |
| Western Sydney Wanderers |     |     |     |     | 2–1 |     |     |     |     |     |     |     |     |
| Western United           |     | 0–2 |     |     |     |     |     |     |     |     |     |     |     |

## Fase final
La serie final se llevará a cabo en términos generales con el mismo formato que el año anterior, se desarrollará durante cuatro semanas y en la misma participarán los seis mejores equipos de la temporada regular. En la primera semana de partidos, los equipos clasificados del tercero al sexto jugarán un partido de eliminación simple, y los dos ganadores de esos partidos se unirán al primer y segundo equipo clasificado en eliminatorias de semifinales de dos partidos. Los dos ganadores de esos partidos se enfrentarán en la Gran final.

### Cuadro de desarrollo
|  | Primera ronda | Primera ronda            | Primera ronda  |                   |   | Semifinales | Semifinales | Semifinales | Semifinales | Semifinales |  |   | Gran final     | Gran final | Gran final |  |
|  |               |                          |                |                   |   |             |             |             |             |             |  |   |                |            |            |  |
|  |               |                          |                |                   |   |             |             |             |             |             |  |   |                |            |            |  |
|  |               |                          |                |                   |   |             |             |             |             |             |  |   |                |            |            |  |
|  |               |                          |                |                   |   |             |             |             |             |             |  |   |                |            |            |  |
|  |               |                          |                |                   |   |             |             |             |             |             |  |   |                |            |            |  |
|  |               | 2                        | Melbourne City | 3                 | 1 | 4           |             |             |             |             |  |   |                |            |            |  |
|  |               |                          |                | 3                 | 1 | 4           |             |             |             |             |  |   |                |            |            |  |
|  |               |                          | 3              | Western United    | 0 | 1           | 1           |             |             |             |  |   |                |            |            |  |
|  | 3             | Western United           | 3              | Western United    | 0 | 1           | 1           | 3           |             |             |  |   |                |            |            |  |
|  | 3             | Western United           |                |                   |   |             |             |             |             |             |  |   |                |            |            |  |
|  | 6             | Adelaide United          | 2              |                   |   |             |             |             |             |             |  |   |                |            |            |  |
|  | 6             | Adelaide United          | 2              |                   |   |             |             |             |             |             |  | 2 | Melbourne City | 1          |            |  |
|  |               |                          |                |                   |   |             |             |             |             |             |  | 2 | Melbourne City | 1          |            |  |
|  |               |                          | 5              | Melbourne Victory | 0 |             |             |             |             |             |  |   |                |            |            |  |
|  |               |                          | 5              | Melbourne Victory | 0 |             |             |             |             |             |  |   |                |            |            |  |
|  |               |                          |                |                   |   |             |             |             |             |             |  |   |                |            |            |  |
|  |               |                          |                |                   |   |             |             |             |             |             |  |   |                |            |            |  |
|  |               | 1                        | Auckland       | 1                 | 0 | 1           |             |             |             |             |  |   |                |            |            |  |
|  |               |                          |                | 1                 | 0 | 1           |             |             |             |             |  |   |                |            |            |  |
|  |               |                          | 5              | Melbourne Victory | 0 | 2           | 2           |             |             |             |  |   |                |            |            |  |
|  | 4             | Western Sydney Wanderers | 5              | Melbourne Victory | 0 | 2           | 2           | 1           |             |             |  |   |                |            |            |  |
|  | 4             | Western Sydney Wanderers |                |                   |   |             |             |             |             |             |  |   |                |            |            |  |
|  | 5             | Melbourne Victory        | 2              |                   |   |             |             |             |             |             |  |   |                |            |            |  |
|  | 5             | Melbourne Victory        | 2              |                   |   |             |             |             |             |             |  |   |                |            |            |  |
|  |               |                          |                |                   |   |             |             |             |             |             |  |   |                |            |            |  |

- Los horarios corresponden al huso horario de Australia (UTC+10).

#### Primera ronda
| 9 de mayo de 2025 | Western United               | 3:2 (2:1) | Adelaide United         | Ironbark Fields, Melbourne                          |                                                     |
| 19:35             | Vriends 20' · Botic 31', 62' | Reporte   | Jovanovic 3' · Mauk 79' | Asistencia: 3078 espectadores Árbitro(s): Alex King | Asistencia: 3078 espectadores Árbitro(s): Alex King |

| 10 de mayo de 2025 | Western Sydney Wanderers | 1:2 (1:2) | Melbourne Victory    | Western Sydney Stadium, Sídney                          |                                                         |
| 19:35              | Zac Sapsford 23'         | Reporte   | Bos 7' · Machach 42' | Asistencia: 16 399 espectadores Árbitro(s): Adam Kersey | Asistencia: 16 399 espectadores Árbitro(s): Adam Kersey |

#### Semifinales
| Ida; 17 de mayo de 2025 | Melbourne Victory | 0:1 (0:0) | Auckland     | AAMI Park, Melbourne                                    |                                                         |
| 19:35                   |                   | Reporte   | Rogerson 64' | Asistencia: 14 121 espectadores Árbitro(s): Ben Abraham | Asistencia: 14 121 espectadores Árbitro(s): Ben Abraham |

| Vuelta; 24 de mayo de 2025 | Auckland | 0:2 (0:0) (Global 1:2) | Melbourne Victory           | Mount Smart Stadium, Auckland                         |                                                       |
| 16:00                      |          | Reporte                | Machach 55' · Fornaroli 60' | Asistencia: 29 148 espectadores Árbitro(s): Alex King | Asistencia: 29 148 espectadores Árbitro(s): Alex King |

| Ida; 16 de mayo de 2025 | Western United | 0:3 (0:1) | Melbourne City                        | AAMI Park, Melbourne                                  |                                                       |
| 19:35                   |                | Reporte   | Ferreyra 16' · Cohen 64' · Leckie 72' | Asistencia: 5186 espectadores Árbitro(s): Shaun Evans | Asistencia: 5186 espectadores Árbitro(s): Shaun Evans |

| Vuelta; 24 de mayo de 2025 | Melbourne City | 1:1 (1:0) (Global 4:1) | Western United | AAMI Park, Melbourne                                  |                                                       |
| 19:35                      | Behich 20'     | Reporte                | Botic 66'      | Asistencia: 7691 espectadores Árbitro(s): Adam Kersey | Asistencia: 7691 espectadores Árbitro(s): Adam Kersey |

#### Gran final
| 31 de mayo de 2025 | Melbourne City | 1:0 (1:0) | Melbourne Victory | AAMI Park, Melbourne                                    |                                                         |
| 19:40              | Cohen 10'      | Reporte   |                   | Asistencia: 29 902 espectadores Árbitro(s): Adam Kersey | Asistencia: 29 902 espectadores Árbitro(s): Adam Kersey |

|  | vs. |

| POR            | 33 | Patrick Beach      |       |       |
| DEF            | 13 | Nathaniel Atkinson |       |       |
| DEF            | 22 | Germán Ferreyra    |       |       |
| DEF            | 27 | Kai Trewin         |       |       |
| DEF            | 16 | Aziz Behich        |       |       |
| MED            | 6  | Steven Ugarkovic   |       |       |
| MED            | 7  | Mathew Leckie      | 79'   |       |
| DEL            | 10 | Yonatan Cohen      | 33'   | 90+7' |
| MED            | 30 | Andreas Kuen       |       | 79'   |
| DEL            | 23 | Marco Tilio        | 90+6' |       |
| DEL            | 17 | Max Caputo         |       | 65'   |
| Cambios:       |    |                    |       |       |
| POR            | 18 | Dakota Ochsenham   |       |       |
| DEF            | 2  | Callum Talbot      |       | 90+7' |
| MED            | 19 | Zane Schreiber     |       |       |
| MED            | 21 | Alessandro Lopane  |       | 79'   |
| MED            | 41 | Lawrence Wong      |       |       |
| MED            | 47 | Kavian Rahmani     |       |       |
| DEL            | 35 | Medin Memeti       |       | 65'   |
| Entrenador:    |    |                    |       |       |
| Aurelio Vidmar |    |                    |       |       |

| POR          | 25 | Jack Duncan        |     |     |
| DEF          | 22 | Joshua Rawlins     | 73' |     |
| DEF          | 21 | Roderick Miranda   |     |     |
| DEF          | 4  | Lachlan Jackson    |     | 74' |
| DEF          | 28 | Kasey Bos          |     |     |
| MED          | 6  | Ryan Teague        | 86' |     |
| MED          | 14 | Jordi Valadon      |     |     |
| DEL          | 7  | Daniel Arzani      |     | 89' |
| MED          | 8  | Zinédine Machach   |     | 89' |
| DEL          | 11 | Clarismario Santos |     | 60' |
| DEL          | 10 | Bruno Fornaroli    |     | 74' |
| Cambios:     |    |                    |     |     |
| POR          | 1  | Mitchell Langerak  |     |     |
| DEF          | 3  | Adama Traoré       |     |     |
| DEF          | 16 | Joshua Inserra     | 78' | 74' |
| MED          | 23 | Alexander Badolato |     | 60' |
| MED          | 27 | Reno Piscopo       |     | 89' |
| DEL          | 9  | Nikos Vergos       |     | 74' |
| DEL          | 19 | Jing Reec          |     | 89' |
| Entrenador:  |    |                    |     |     |
| Arthur Diles |    |                    |     |     |

| Jugador del partido (Medalla Joe Marston): Mathew Leckie (Melbourne City) Árbitros asistentes: George Lakrindis Emma Kocbek Cuarto árbitro: Shaun Evans Árbitro asistente de video: Lara Lee | Reglas de partido - 90 minutos. - 30 minutos de tiempo extra si es necesario. - Tanda de penales si el resultado sigue igualado. - Máximo de cinco sustituciones y una adicional si se juega la prórroga.. |

| A-League Campeón 2025      |
| -------------------------- |
| Bandera de Australia       |
| Melbourne City 2.do título |

## Máximos goleadores
- Actualización final.
| Rank | Jugador           | Club                     | Goles |
| ---- | ----------------- | ------------------------ | ----- |
| 1    | Noah Botic        | Western United           | 16    |
| 2    | Archie Goodwin    | Adelaide United          | 13    |
| 2    | Adrian Segecic    | Sydney                   | 13    |
| 4    | Nicolas Milanovic | Western Sydney Wanderers | 12    |
| 5    | Patryk Klimala    | Sydney                   | 11    |
| 6    | Kosta Barbarouses | Wellington Phoenix       | 10    |
| 6    | Hiroshi Ibusuki   | Western United           | 10    |
| 6    | Adam Taggart      | Perth Glory              | 10    |
| 6    | Marin Jakoliš     | Macarthur                | 10    |